# Ala Pokróvskaya
Ala Borísovna Pokróvskaya (en ruso: А́лла Бори́совна Покро́вская, Moscú, 18 de septiembre de 1937-ibíd., 25 de junio de 2019) fue una actriz rusa.

## Biografía
Fue hija de Anna A. Nekrasova (directora del Central Children's Theatre) y Borís Pokrovski (miembro principal del Chamber Music Opera), tuvo un hermano Aleksandr Pokrovsky. Su bisabuelo fue el educador ruso Ivan Yakovlev.
Ala se casó con el actor ruso Oleg Yefrémov, la pareja tuvo dos hijos el actor Mijaíl Yefrémov y Anastasiya Yefremova. Oleg murió el 24 de mayo de 2000.
Sus nietos son Nikita Yefrémov (actor), Nikolái Yefrémov (actor), Anna-Maria Efremova, Vera Efremova, Nadezhda Efremova, Boris Efremov y Olga Efremova (actriz).
Ala murió el 25 de junio de 2019 por sepsis.

## Carrera
En 1959 se graduó del Moscow Art Theatre School, más tarde fue admitida en el Moscow Sovremennik Theatre.

## Condecoraciones
- En 1974 recibió el título honorífico Artista Honrado de la RSFSR.
- En 1985 recibió el título honorífico de la Orden al Artista del Pueblo de la RSFSR.
- En 1998 recibió el Orden de la Amistad - por muchos años de fructífera actividad en el campo del arte teatral en relación con el 100 aniversario del Teatro de Arte de Moscú.
- En 2008 se le fue otorgado la Orden del Honor - por sus méritos en el desarrollo de la cultura y el arte nacional y muchos años de fructífera actividad.

## Filmografía

### Películas
| Año  | Título                          | Personaje | Notas |
| ---- | ------------------------------- | --------- | --- |
| 2011 | Vysotskiy. Spasibo, chto zhivoy | -         | junto a Sergey Bezrukov, Oksana Akinshina, Andrey Smolyakov, Ivan Urgant, Maksim Leonidov y Vladimir Ilin |

### Series de televisión
| Año  | Serie                          | Personaje          | Notas |
| ---- | ------------------------------ | ------------------ | ----- |
| 1975 | Takaya korotkaya dolgaya zhizn | Margarita Karlovna | -     |

### Narradora
| Año  | Título            | Notas |
| ---- | ----------------- | ----- |
| 1990 | Kogda-to davno... | corto |